# Auto-immuunziekte
Auto-immuunziekten ontstaan doordat het immuunsysteem lichaamseigen cellen en stoffen als lichaamsvreemd ziet. Het lichaam gaat dan antistoffen tegen de eigen weefsels vormen. De auto-immuunziekten kunnen worden ingedeeld in orgaanspecifieke en gegeneraliseerde auto-immuunziekten. Bij orgaanspecifieke auto-immuunziekten is één soort orgaan aangedaan.
Voorbeelden van orgaanspecifieke auto-immuunziekten zijn:
| Auto-immuunziekte                       | Antistof                                      | Orgaan       |
| --------------------------------------- | --------------------------------------------- | ------------ |
| Ziekte van Hashimoto                    | antistoffen tegen TPO                         | schildklier  |
| Graves                                  | antistoffen tegen TSH-receptor                | schildklier  |
| Syndroom van Churg-Strauss              | ANCA                                          | bloedvaten   |
| Diabetes mellitus type-1                | antistoffen tegen eilandjes van Langerhans    | alvleesklier |
| Diabetes mellitus                       | antistoffen tegen glutaminezuurdecarboxylase  | alvleesklier |
| Myasthenia gravis                       | antistoffen tegen acetylcholinereceptor       | skeletspier  |
| Pernicieuze anemie (M. Addison-Biermer) | antistoffen tegen intrinsieke factor          | maag         |
| Gastritis                               | antistoffen tegen pariëtale cellen            | maag         |
| Prematuur ovarieel falen                | antistoffen tegen steroïdeproducerende cellen | ovarium      |
| Ziekte van Addison                      | antistoffen tegen bijnierschors               | bijnier      |
| Coeliakie                               | antistoffen tegen weefsel-transglutaminase    | darm         |
| Coeliakie                               | antistoffen tegen endomysium                  | darm         |
| Coeliakie                               | antistoffen tegen gliadine                    | darm         |
| Syndroom van Goodpasture                | antistoffen tegen glomerulair basaal membraan | nier         |
| Primaire biliaire cirrose               | antistoffen tegen mitochondriën               | lever        |
| Auto-immuun-hepatitis                   | antistoffen tegen levercelmembraan            | lever        |

Voorbeelden van gegeneraliseerde auto-immuunziekten zijn:
| Auto-immuunziekte               | Antistof | Lichaamsdeel      |
| ------------------------------- | -------- | ----------------- |
| Reumatoïde artritis             | CCP      | bewegingsapparaat |
| Systemische lupus erythematodes | ANA      | variabel          |
| Syndroom van Sjögren            | CCP      | o.a. ogen         |
| CREST                           | ANA      | variabel          |
| Ziekte van Wegener              | ANCA     | vasculitis        |
| Polyarteritis nodosa            | ANCA     | vasculitis        |
| Microscopische polyangiitis     | ANCA     | vasculitis        |

- Colitis ulcerosa
- Cutane leucocytoclastische angiitis
- Essentiële cryoglobulinemische vasculitis
- Gemengde bindweefselziekte
- Lichen planus
- Lupus erythematodes
- Multiple sclerose
- Polyarteritis nodosa
- Polychondritis
- Polymyalgia rheumatica
- Psoriasis
- Reuscelarteritis
- Sarcoïdose
- Takayasu arteriitis
- Vitiligo
- Ziekte van Bechterew
- Ziekte van Crohn
- Ziekte van Kawasaki

- Biblioteca Nacional de España: XX530406
- Bibliothèque nationale de France: cb11932402r (data)
- Gemeinsame Normdatei: 4003935-3
- Library of Congress Control Number: sh85010076
- Bibliotheek van het Japanse parlement: 00574748
- Nationale Bibliotheek van Tsjechië: ph114098
- Nationale Bibliotheek van Israël: 987007295727805171
- Système universitaire de documentation: 027238377